# Монктон, Уолтер, 1-й виконт Монктон из Бренчли
Уолтер Тернер Монктон, 1-й виконт Монктон из Бренчли (англ. Walter Turner Monckton, 1st Viscount Monckton of Brenchley; 17 января 1891 — 9 января 1965) — британский юрист и политик.

## Ранние годы
Родился 17 января 1891 года в деревне Плэкстол в Северном Кенте. Старший сын бумажного фабриканта Фрэнка Уильяма Монктона (1861—1924) и его жены Доры Констанс (? — 1915). Он был старостой своей подготовительной школы, The Knoll, в Уобёрн-Сэндс в Бакингемшире, и посещал школу Харроу с 1904 по 1910 год. Затем он учился в Баллиол-колледже в Оксфордском университете, получил степень бакалавра искусств, а в 1918 году — степень магистра искусств. Участвовал в Первой мировой войне, где его упоминали в донесениях. Был награжден Военным крестом.

## Карьера
Уолтер Монктон был принят в адвокатуру в Иннер-Темпле в 1919 году. В 1927 году он был назначен юридическим консультантом Комиссии Саймона.
Уолтер Монктон служил советником короля Эдуарда VIII во время кризиса отречения, занимая с 1932 года пост генерального прокурора герцогства Корнуолл. С 1930 по 1937 год он был регистратором Хайта. Благодаря своим королевским связям он был назначен конституционным советником последнего низама Хайдарабада.
Во время Второй мировой войны он работал в сфере пропаганды и информации и стал генеральным солиситором во временном правительстве Уинстона Черчилля в 1945 году, хотя и отказался вступать в Консервативную партию.
После парламентских выборов 1945 года Уолтер Монктон вернулся к юридической практике. Он также продолжал служить советником низама Хайдарабада.
После войны Уолтер Монктон присоединился к Консервативной партии и стал членом Палаты общин от округа Бристоль-Уэст на дополнительных выборах 1951 года. Вскоре Черчилль назначил его в кабинет министров на должность министра труда и национальной службы, на этой должности он проработал с 1951 по 1955 год. Он был министром обороны Энтони Идена с 1955 по 1956 год, но был единственным министром кабинета, выступившим против его политики Суэца, и в октябре был переведен на должность генерального казначея, где прослужил до смены администрации в начале 1957 года.
Монктону был присвоен титул виконта Монктона из Бренчли в графстве Кент 11 февраля 1957 года. Он хотел стать лордом-главным судьей Англии, и Уинстон Черчилль и два последующих премьер-министра действительно обещали ему эту должность, но в 1957 году он решил вместо этого войти в совет директоров Midland Bank.
Уолтер Монктон был председателем Midland Bank (1957—1964), президентом Marylebone Cricket Club (1956—1957), несмотря на то, что, как сообщается, однажды он охарактеризовал главный комитет клуба как заставляющий кабинет тори выглядеть как «банда розовых», президентом Surrey County Cricket Club (1950—1952 и 1959—1965), председателем Iraq Petroleum Company (1958) и канцлером Университета Сассекса (1961—1965).
В 1960 году он возглавил Комиссию Монктона (иногда известную как «Консультативная комиссия по Центральной Африке»), в докладе которой был сделан вывод о том, что Федерация Родезии и Ньясаленда не может быть сохранена без применения силы или посредством масштабных изменений в расовом законодательстве. Она выступала за большинство африканских членов в законодательных органах Ньясаленда и Северной Родезии и предоставление этим территориям возможности выйти из Федерации через пять лет.

## Личная жизнь

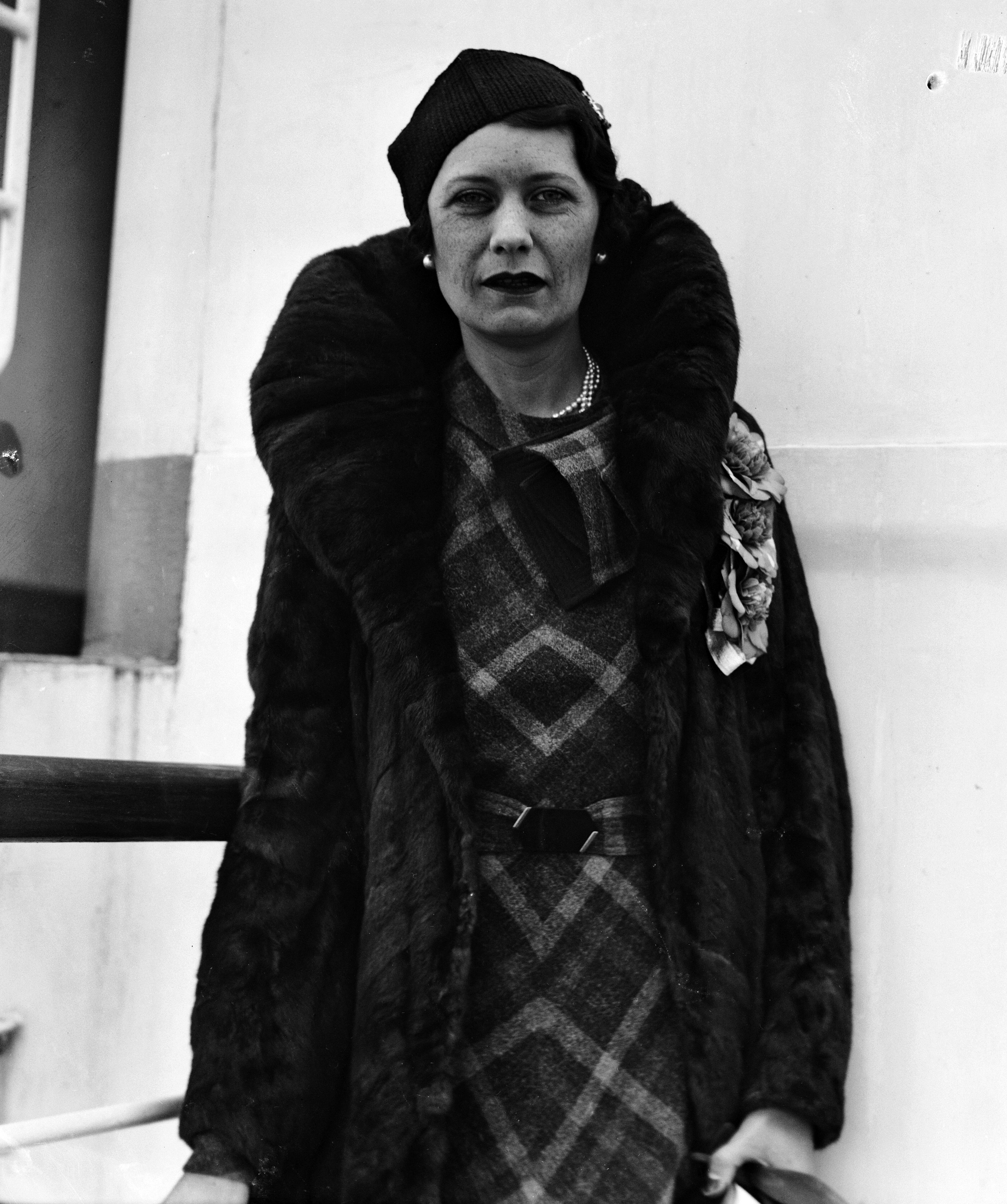
Бриджит Хоур-Рутвен, леди Рутвен из Фриленда (1896—1982), вторая супруга 1-го виконта Монктона из Бренчли

18 июля 1914 года Уолтер Монктон женился первым браком на Мэри Аделаиде Кольер-Фергюссон (6 февраля 1892 — 30 апреля 1964), дочери сэра Томаса Кольер-Фергюссона и Беатрисы Стэнли Мюллер. Дети от первого брака:
- Гилберт Уолтер Риверсдейл Монктон, 2-й виконт Монктон из Бренчли (3 ноября 1915 — 22 июня 2006)
- Достопочтенная Валери Гамильтон Монктон (12 сентября 1918 — 28 июля 2003), в 1939 году она вышла замуж за ирландского бизнесмена Бэзила Гулдинга (1909—1982), от брака с которым у неё было трое сыновей.

13 августа 1947 года после развода с первой женой Уолтер Монктон женился вторым браком на Бриджит Хоур-Рутвен, 11-й леди Ратвен из Фриленда (27 июля 1896 — 17 апреля 1982), дочери генерал-майора Уолтера Хор-Рутвена, 10-го лорда Ратвена из Фриленда, и бывшей Джин Лэмпсон. Во время войны Бриджит возглавляла аналог ATS в Индии, Женский армейский корпус (Индия), а также Женскую королевскую индийскую военно-морскую службу.
После его смерти в 1965 году в возрасте 73 лет титул виконта унаследовал его сын Гилберт, родившийся от первого брака.